# Le Louroux-Béconnais
Pour les articles homonymes, voir Louroux (homonymie).
Le Louroux-Béconnais est une ancienne commune française située dans le département de Maine-et-Loire, en région Pays de la Loire.
Depuis le 15 décembre 2016, elle appartient à la commune nouvelle de Val d'Erdre-Auxence dont elle est devenue une commune déléguée.
Jusqu'en 2016 c'était l'une des communes les plus étendues du département, d'une altitude moyenne de 75 mètres, sur les schistes du Massif armoricain.

## Géographie

### Localisation
Commune angevine du Segréen, Le Louroux-Béconnais se situe à 25 km à l'ouest d'Angers et à 19 km au sud-est de Segré, sur les routes D 963, Candé - Bécon les Granits, D 51, Vern d'Anjou - Villemoisan, et D 101, La Cornuaille - La Pouëze.
Le bourg du Louroux-Béconnais est installé sur un coteau comme beaucoup de villages des alentours et domine une vaste plaine bocagère. Chef-lieu de canton, sa population se développe depuis une dizaine d'années avec la construction progressive de plusieurs lotissements sur les quatre points cardinaux du village historique, n'étant distant d'Angers que de 30 kilomètres, le Louroux-Béconnais s'intègre maintenant dans la couronne périurbaine de la capitale de l'Anjou. La commune et le bourg sont traversés par la départementale 963, reliant Angers à Châteaubriant et plus connue sous le vocable de Voie de la Liberté empruntée par les Américains du général Patton en juillet 1944.

### Topographie, géologie et relief
La commune se situe sur l'unité paysagère du Plateau du Segréen. Sur son territoire, s'étend deux zones ZNIEFF de type II, c'est-à-dire un grand ensemble naturel riche et peu modifié, offrant des potentialités biologiques importantes : le Bois de la Glanais et des Loges (ZNIEFF 520016240) principalement sur la commune du Louroux-Béconnais : on y trouve des chênes pédonculés et chênes sessiles dans des landes sèches évoluant vers des faciès à bouleau et charme. Les plantations de conifères occupent une partie du massif.

### Hydrographie
Le Vernou est un cours d'eau qui rejoint l'étang de la Clémencière à l'étang de Piard, puis le ruisseau se jette dans l'Auxence.

## Histoire
Le Bienheureux Noël Pinot fut curé du Louroux-Béconnais de 1788 à 1794. C'est un prêtre réfractaire qui fut arrêté dans la ferme de la Milandrie au sud du bourg puis guillotiné à Angers dans ses habits sacerdotaux. Béatifié en 1926 par Pie Xl, il est vénéré au Louroux et la paroisse porte son nom ainsi que la rue du centre-bourg qui la borde et qui bordait il y a quelques années encore, son presbytère.
En décembre 2016, les trois communes de La Cornuaille, Le Louroux-Béconnais et Villemoisan se regroupent pour former la commune nouvelle de Val d'Erdre-Auxence.

## Politique et administration

### Administration municipale

#### Administration actuelle
Depuis le 15 décembre 2016, Le Louroux-Béconnais constitue une commune déléguée au sein de la commune nouvelle de Val d'Erdre-Auxence et dispose d'un maire délégué.
| Période       | Période  | Identité             | Étiquette | Qualité |
| ------------- | -------- | -------------------- | --------- | ------- |
| décembre 2016 | mai 2020 | Marie-Claire Morille |           |         |
| mai 2020      | en cours | Jean-Pierre Bru      |           |         |

#### Administration ancienne
| Période      | Période                  | Identité              | Étiquette       | Qualité                                                                                 |
| ------------ | ------------------------ | --------------------- | --------------- | --------------------------------------------------------------------------------------- |
| 1791         | 1791                     | Jean Boré             |                 |                                                                                         |
| 1791         | 1795                     | Jacques Viau          |                 |                                                                                         |
| 1795         | 1797                     | M. Mellet             |                 |                                                                                         |
| 1797         | 1798                     | Jean Livenais         |                 |                                                                                         |
| 1798         | 1798                     | Jean Abraham          |                 |                                                                                         |
| 1798         | 1799                     | René Livenais         |                 |                                                                                         |
| 1799         | 1800                     | Jean Abraham          |                 |                                                                                         |
| 1800         | 1813                     | François Baril        |                 |                                                                                         |
| 1813         | 1813                     | Jacques Viau          |                 |                                                                                         |
| 1813         | 1846                     | Joseph Robineau       |                 |                                                                                         |
| 1846         | 1846                     | Eusèbe Boré           |                 |                                                                                         |
| 1846         | 1850                     | Dominique Ravi        |                 |                                                                                         |
| 1850         | 1869                     | Eusèbe Boré           |                 |                                                                                         |
| 1869         | 1884                     | Joseph Mirielle       |                 |                                                                                         |
| 1884         | novembre 1912 (décès)    | Valentin Huault-Dupuy |                 | Propriétaire et peintre aquafortiste                                                    |
| 1913         | 1919                     | Paul Lorin            |                 |                                                                                         |
| 1919         | mai 1925                 | Robert Huault-Dupuy   |                 | Propriétaire terrien Conseiller d'arrondissement (1919 → 1925)                          |
| mai 1925     | mai 1935                 | Pierre Lemaire        | Rad.ind.        | Propriétaire Conseiller général (1928 → 1934) Conseiller d'arrondissement (1925 → 1928) |
| mai 1935     | juin 1940                | Pierre Ergon          |                 | Propriétaire                                                                            |
| juin 1940    | mai 1945                 | Léon Carabin          |                 | Négociant en bois                                                                       |
| mai 1945     | mars 1965                | Francis Cottenceau    |                 | Ancien militaire, maire honoraire                                                       |
| mars 1965    | mars 1971                | Eugène Champion       |                 | Commerçant                                                                              |
| mars 1971    | mars 1989                | Louis Michel          | CD puis UDF-CDS | Agriculteur Conseiller général (1964 → 1988)                                            |
| mars 1989    | octobre 1991 (démission) | Paul Lépine           | UDF-CDS         | Conseiller en assurance Conseiller général (1988 → 1992)                                |
| octobre 1991 | mars 2004 (démission)    | Jean-Claude Poutier   | UDF-CDS         | Retraité Conseiller général (1992 → 2001)                                               |
| mars 2004    | décembre 2016            | Michel Bourcier,      | DVD             | Inspecteur divisionnaire des finances publiques Conseiller général (2008 → 2015)        |

### Ancienne situation administrative

#### Intercommunalité
La commune était membre de la communauté de communes Ouest-Anjou jusqu'en 2016, elle-même membre du syndicat mixte Pays de l'Anjou bleu, Pays segréen.

#### Autres circonscriptions
Jusqu'en 2014, Le Louroux-Béconnais est chef-lieu du canton du Louroux-Béconnais, et fait partie de l'arrondissement d'Angers. Ce canton compte alors dix communes. C'est l'un des quarante-et-un cantons que compte le département ; circonscriptions électorales servant à l'élection des conseillers généraux, membres du conseil général du département. Dans le cadre de la réforme territoriale, un nouveau découpage territorial pour le département de Maine-et-Loire est défini par le décret du 26 février 2014. Le canton du Louroux-Béconnais disparaît et la commune est rattachée au canton de Chalonnes-sur-Loire, avec une entrée en vigueur au renouvellement des assemblées départementales de 2015.

## Population et société

### Démographie
L'évolution du nombre d'habitants est connue à travers les recensements de la population effectués dans la commune depuis 1793. À partir du 1er janvier 2009, les populations légales des communes sont publiées annuellement dans le cadre d'un recensement qui repose désormais sur une collecte d'information annuelle, concernant successivement tous les territoires communaux au cours d'une période de cinq ans. 
Pour les communes de moins de 10 000 habitants, une enquête de recensement portant sur toute la population est réalisée tous les cinq ans, les populations légales des années intermédiaires étant quant à elles estimées par interpolation ou extrapolation. Pour la commune, le premier recensement exhaustif entrant dans le cadre du nouveau dispositif a été réalisé en 2005,.
En 2014, la commune comptait 3 082 habitants, en évolution de +9,88 % par rapport à 2009 (Maine-et-Loire : +3,3 %, France hors Mayotte : +2,49 %).
| 1793  | 1800  | 1806  | 1821  | 1831  | 1836  | 1841  | 1846  | 1851  |
| ----- | ----- | ----- | ----- | ----- | ----- | ----- | ----- | ----- |
| 2 040 | 2 018 | 2 096 | 2 398 | 2 385 | 2 435 | 2 523 | 2 645 | 2 723 |

| 1856  | 1861  | 1866  | 1872  | 1876  | 1881  | 1886  | 1891  | 1896  |
| ----- | ----- | ----- | ----- | ----- | ----- | ----- | ----- | ----- |
| 2 797 | 2 808 | 3 022 | 2 908 | 2 944 | 2 904 | 2 893 | 2 909 | 2 848 |

| 1901  | 1906  | 1911  | 1921  | 1926  | 1931  | 1936  | 1946  | 1954  |
| ----- | ----- | ----- | ----- | ----- | ----- | ----- | ----- | ----- |
| 2 771 | 2 721 | 2 686 | 2 277 | 2 253 | 2 194 | 2 122 | 2 102 | 2 010 |

| 1962  | 1968  | 1975  | 1982  | 1990  | 1999  | 2005  | 2010  | 2014  |
| ----- | ----- | ----- | ----- | ----- | ----- | ----- | ----- | ----- |
| 1 796 | 1 747 | 1 725 | 1 916 | 2 011 | 2 065 | 2 497 | 2 861 | 3 082 |

### Pyramide des âges en 2008
La population de la commune est relativement jeune. Le taux de personnes d'un âge supérieur à 60 ans (20,5 %) est en effet inférieur au taux national (21,8 %) et au taux départemental (21,4 %).
À l'instar des répartitions nationale et départementale, la population féminine de la commune est supérieure à la population masculine. Le taux (50,5 %) est du même ordre de grandeur que le taux national (51,9 %).
La répartition de la population de la commune par tranches d'âge est, en 2008, la suivante :
- 49,5 % d’hommes (0 à 14 ans = 24,9 %, 15 à 29 ans = 16,7 %, 30 à 44 ans = 22,4 %, 45 à 59 ans = 17,3 %, plus de 60 ans = 18,7 %) ;
- 50,5 % de femmes (0 à 14 ans = 22,5 %, 15 à 29 ans = 15,8 %, 30 à 44 ans = 21,8 %, 45 à 59 ans = 17,5 %, plus de 60 ans = 22,4 %).

| Hommes | Classe d’âge | Femmes |
| ------ | ------------ | ------ |
| 0,6    | 90 ans ou +  | 1,2    |
| 7,0    | 75 à 89 ans  | 9,3    |
| 11,1   | 60 à 74 ans  | 11,9   |
| 17,3   | 45 à 59 ans  | 17,5   |
| 22,4   | 30 à 44 ans  | 21,8   |
| 16,7   | 15 à 29 ans  | 15,8   |
| 24,9   | 0 à 14 ans   | 22,5   |

| Hommes | Classe d’âge | Femmes |
| ------ | ------------ | ------ |
| 0,4    | 90 ans ou +  | 1,1    |
| 6,3    | 75 à 89 ans  | 9,5    |
| 12,1   | 60 à 74 ans  | 13,1   |
| 20,0   | 45 à 59 ans  | 19,4   |
| 20,3   | 30 à 44 ans  | 19,3   |
| 20,2   | 15 à 29 ans  | 18,9   |
| 20,7   | 0 à 14 ans   | 18,7   |

## Économie
Sur 240 établissements présents sur la commune à fin 2010, 40 % relevaient du secteur de l'agriculture (pour une moyenne de 17 % sur le département), 5 % du secteur de l'industrie, 12 % du secteur de la construction, 30 % de celui du commerce et des services et 14 % du secteur de l'administration et de la santé.
L'agriculture fut longtemps l'activité principale oscillant entre l'élevage (bovins, volailles, moutons, porcs…) et les cultures. Le secteur tertiaire emploie maintenant l'essentiel de la population, avec une bonne proportion d'actifs travaillant sur Angers.

## Culture locale et patrimoine

### Lieux et monuments

#### Ancienne abbaye Notre-Dame de Pontron
Cette ancienne abbaye cistercienne fut aussi le lieu d’épisodes épiques de la Révolution. C’est là que Scepeaux y réunit les autres chefs chouans des districts de l’Ouest pour discuter des clauses du traité de paix signé par les Républicains en avril 1795.
L'abbaye date du XVIIe siècle. L’ermite Clément construisit une chapelle qu’il offrit à l’abbaye cistercienne du Louroux en Vernantes. L’abbaye et ses cloîtres à colonnes, précédés de cours, jardins et étang, furent démolis en 1852. Seuls deux corps de bâtiments parallèles, le moulin à eau et le logis du prieuré, subsistent à l’édifice.
Les grilles de l'abbaye se trouvent actuellement à l'entrée du parc intercommunal de la Burelière situé à la Cornuaille.
Nom Primitif : Pont-Octran ou Pont-Octron.
D’après une ancienne tradition, un certain « Octramus », ex soldat plus ou moins brigand, avait établi son repaire dans la vaste forêt marécageuse de ces lieux. La forêt avait donc ce nom avant la fondation de l’abbaye.

#### Les sept châteaux
Le Chillon
Ce domaine, situé au sud-ouest de la commune, était depuis le XIIe siècle un prieuré bénédictin fondé par l'abbaye Saint-Aubin d'Angers. Vendu nationalement en 1791, le prieuré fut détruit au milieu du XIXe siècle mais le site vit la construction d'un château dans la 1re moitié du XIXe qui fut la propriété de la famille Juchault de Lamoricière puis des familles de Castries et de Dampierre (Dampierre) jusqu'aux années 1930. Le château fut modifié et agrandi plusieurs fois au XIXe siècle, il arbore aujourd'hui une façade en briques rosâtres, deux ailes aux toits arrondis et une rotonde. La chapelle date de 1875. Au milieu du XXe siècle, le domaine et son château devinrent un Centre de convalescence de la Sécurité sociale. Depuis, le château trône au centre d'un parc à l'anglaise aménagé de 15 hectares dans lequel sont disséminés des allées et quelques annexes de santé. Il a été cédé à l'UGECAM en 2001 qui a prolongé sa vocation de maison de soins.
La Mornais
Situé à l'ouest du bourg, la Mornais, châtelet élégant avec échauguette et balcons en ferronnerie, était autrefois la propriété des seigneurs de Bescon et de la Picoulaie. Modifié par Jean Boré en 1777, il devient le domaine de la famille Bouvier puis de Valentin Huault-Dupuy, graveur et maire du Louroux-Béconnais, à la fin du XIXe siècle par son mariage avec Mlle Bouvier. Château qui est toujours la propriété de la famille Huault-Dupuy.
Le Pey
Élevé au milieu du XIXe siècle, ce château aux allures de grande maison bourgeoise situé non loin de l'entrée est du bourg, près de la route d'Angers, passa entre plusieurs propriétaires avant de devenir un centre éducatif (Maison Familiale Rurale) de 1960 à 2005.
Piard
Ce logis, constitué de deux ailes perpendiculaires reliées par un étroit corps central, est situé au sud de la commune, sur la route de Villemoisan non loin de l'étang du même nom. Issu d'un ancien fief du XIIe siècle ayant appartenu aux seigneurs de Bécon, le château de Piard devint la propriété du plusieurs grandes familles qui se sont succédé en ces lieux (familles du Chastelet, de Lancreaux…) du XVe à la Révolution. Noël Pinot se serait caché à Piard pendant la Révolution française. Le château actuel daterait de la fin du XIXe siècle.
La Prévôterie
Cet élégant château, doté d'un vaste perron, d'encadrements à corniches et de chiens assis sculptés avec cheminées qui peuvent rappeler Chambord, est situé à l'est de la commune, près de la route de la Pouëze. Depuis le début du XVIe siècle, il fut la propriété de nombreuses familles (de Quatrebarbes, Chapponneau, d'Andigné et de Roye…) avant d'être ruiné par un incendie en 1782. Reconstruit en édifice classique de style Louis XVI, il devint à partir de 1820 le domaine de la famille de Cumont puis de de Mieulle par la mariage de Pauline de Cumont et de Joseph de Mieulle qui devint maire du Louroux-Béconnais. Ce dernier transforma l'architecture du château pour lui donner l'aspect qu'on lui connaît avec une décoration intérieure de style Napoléon III. À la mort de ce dernier, c'est la famille de Cumont qui en hérita.
Vernoux
Situé à l'extrême sud-est de la commune, Vernoux est un château imposant par la complexité de ses façades (avec deux tourelles carrées qui cassent l'impression de masse) et de ses toitures. Le château actuel est le fruit d'une reconstruction de la fin du XIXe puisque la précédente demeure aurait été rasée vers 1850… À cette époque, Vernoux appartenait à la famille Girard de Châteauvieux (historien du Louroux-Béconnais) puis à la famille De Changy, décimée tragiquement dans un accident de la route survenu sur une nationale près de la Châtre (Indre) en 1961. Il fut vendu à la mort de Mme de Changy mère en 1986.
La Violaye
Ce château, surplombé d'un clocheton et de deux tours d'angles octogonales, domine un parc à l'anglaise sur la route de Vern d'Anjou au nord du bourg. Il existait déjà au début du XVIe et c'est vers 1650 qu'il devint la propriété de la famille Lair dont l'un des descendants devint un officier remarqué de la Grande Armée napoléonienne. Le vieux logis  fut modifié en 1851 par la famille Jallot qui réside toujours en ces lieux.

#### Les moulins à vent
Sur la commune du Louroux-Béconnais, on dénombre l'existence d'au moins huit moulins à vent et de quelques moulins à eau qui auraient existé pour la plupart entre le XVIIIe et le XIXe siècle. Ils ont en grande majorité disparu à part les Moulins Salés et le Moulin Bernier qui n'ont pu, cependant, conservé leurs ailes.
Les Moulins Salés
C'est un ensemble imposant aujourd'hui constitué d'un moulin à vent isolé avec toiture mais ayant perdu ses ailes (moulin Ouest), d'une minoterie accolée à une tour (ancien moulin à vent est, sans toiture) et de plusieurs silos. Le toponyme des Moulins Salés existait déjà au début du XVIIIe siècle alors que les moulins actuels n'étaient pas construits. Il indiquerait l'existence d'anciens moulins dont les dates de construction et de disparition nous sont inconnues. En 1720, deux moulins à vent furent élevés près de la route de Vern d'Anjou au nord du bourg. A l'ouest, un moulin tour et à l'est, un moulin chandelier (moulin d'appoint avec une grosse cabine en bois renfermant le mécanisme et sur laquelle se trouvent les ailes). Ils furent construits par la baronne de Bécon et le premier exploitant fut Maurice Thudou de Villemoisan. En 1847, le moulin chandelier fut détruit par un incendie. L'exploitant et propriétaire René Royer le reconstruit en moulin-tour en 1850. En 1853, les deux Moulins Salés appartiennent à Urbain Esnou par son mariage avec Véronique Royer, fille de René. Son fils aîné, René Esnou, construira en 1910 une minoterie accolée au moulin est qui fut transformé en silo tandis que le moulin ouest conserva une activité de meunerie jusqu'à l'incendie de la minoterie en 1932. La minoterie Esnou, reconstruite quelques mois plus tard et ayant subi un deuxième incendie en 1957 (reconstruction en 1959), fut l'une des plus importantes du Nord-Ouest du Maine-et-Loire pendant la seconde moitié du XXe et ce, avant de fermer en 2007.
Les Moulins Bernier
Il reste, à l'ouest du bourg du Louroux, une tour d'ancien moulin à vent sans toiture. À la fin du XVIIIe, il existait deux moulins Bernier exploités par les quatre frères Gélineau, dont l'un fut construit vers 1790, le Moulin Neuf, par opposition au Vieux Moulin Bernier dont la date de construction nous est inconnue. Ces deux moulins faisaient partie d'un ensemble de constructions avec ferme et écurie. Les deux moulins fonctionnaient encore au milieu du XIXe siècle. Le Moulin neuf fut détruit en 1860 puis reconstruit par Isidore Faucheux vers 1863, il aurait cessé son activité au tournant du XXe siècle.
Le Moulin de la Haie
Moulin disparu qui se situait au sud-ouest du bourg. C'était sans doute un moulin tour, construit à la fin du XVIIIe siècle, exploité par Julien Robin et Pierre Tudou en 1786. Ayant cessé son activité vers 1850, il aurait été détruit en 1871 alors qu'il appartenait à Alphonse Viéron.
Le Moulin de Piard
Au sud du bourg près de la ferme et du château de Piard, existaient deux moulins appartenant aux seigneurs de Piard : un moulin à eau et un moulin à vent construit dans la première moitié du XVIIIe siècle. Ce dernier, un moulin tour appartenant à François Boré, aurait été détruit en 1866.
Le Moulin de la Faverie
Construit au tournant des XVIIIe et XIXe siècles, ce moulin tour a appartenu à Mathurin Richard dans les années 1830 puis à Louis Robin vers 1860. Il fut sans doute détruit au début du XXe siècle (au sud-ouest du Louroux-Béconnais).
Le Moulin des Grées
Moulin à vent disparu, construit en 1850 à l'extrême nord de la commune pour le sieur Robin et détruit probablement au XXe siècle.
Le Moulin de la Voisinais
Moulin à tan qui existait près de ce lieu-dit (au nord du bourg) au milieu du XVIe siècle, on ne sait s'il s'agissait d'un moulin à vent ou d'un moulin à eau.
Le Moulin de la Planchette
Situé à l'est du Louroux-Béconnais, près du lieu-dit de la Haute-Marinière, ce moulin à vent était exploité par Jean Pauvert en 1575. Il aurait été détruit au XVIIe siècle ou dans la 1re moitié du XVIIIe siècle.

### Personnalités liées à la commune
Noël Pinot
Noël Pinot (1747-1794) est un curé réfractaire de la paroisse du Louroux, s'opposant à la Constitution civile du clergé (1790) et organisant des messes clandestines et nocturnes dans la campagne du Louroux pour ses paroissiens, fidèles. Il est finalement arrêté, après dénonciation, en la ferme de la Milandrie (au sud de la paroisse) le 22 pluviôse an II (10 février 1794) et guillotiné sur la place du Ralliement à Angers le 3 ventôse an II (21 février 1794) en habits sacerdotaux comme le dit la légende. Il fut béatifié par le pape Jean-Paul II en 1984 et reconnu comme martyr par la religion catholique. L'église, l'école privée et une rue du Louroux-Béconnais portent son nom. Il est le saint patron de la paroisse.
Christophe Louis Léon Juchault de Lamoricière
Christophe Louis Léon Juchault de Lamoricière (1806-1865) est un général français rendu célèbre pour avoir conquis l'Algérie en 1830 avec le général Thomas-Robert Bugeaud, il participa à l'expédition d'Alger (1830), à la prise de Constantine (1837), à la bataille d'Isly (1844) et à la défaite d'Abd-El-Kader et de sa smala. Après cet épisode colonial qui fit sa renommée, il revint au Louroux dans son château du Chillon puis devint député de la Sarthe (1846), ministre de la Guerre (1848) et vice-président de l'Assemblée législative sous la Deuxième République. Exilé en Belgique pour son opposition au coup d'état de Napoléon III en 1851, il revint en France en 1856 et participa en tant que zouave pontifical à la défense des États du Pape en 1860 face à l'unification italienne. Il transforma le domaine du Chillon en construisant les communs, en modifiant le château avec son épouse. Le général Lamoricière prit une part active dans la reconstruction de l'église du Louroux-Béconnais en la finançant à la fin des années 1850. Une avenue de Paris porte son nom dans le XIIe arrondissement.
René Briau
René Briau (1810-1886) est une médecin et helléniste.
François Briau
François Briau (1812-1890) est un entrepreneur de travaux publics (construction de lignes de chemin de fer et de lignes de tramway) et franc-maçon, né le 15 septembre 1812 au Louroux-Béconnais.
Valentin Huault-Dupuy
Valentin Huault-Dupuy (1844-1912) est un artiste peintre et graveur qui habita le château de la Mornais à l'ouest du bourg du Louroux. Il fut aussi maire du Louroux-Béconnais entre 1884 et 1912. Exploitant une propriété de vins dans les coteaux du Layon à Faye d'Anjou, il s'adonna une bonne partie de sa vie à son art, la gravure après avoir fait ses preuves en peinture ("La Maine en Reculée" et "Chemin en Anjou"). Il immortalisa de nombreux paysages ramenés de ses nombreux voyages (Constantinople, San Remo, Venise, l'Écosse, la Belgique…) mais aussi issus de ses promenades en Anjou (rues anciennes d'Angers, campagne du Louroux-Béconnais…). Ses croquis sur carnet n'étaient qu'une étape, il les transposait ensuite sur une planche de cuivre qu'il gravait avec une pointe d'acier avant de la plonger dans de l'eau-forte. Il présida la Société des Amis des Arts entre 1896 et 1898 qu'il avait déjà co-fondé en 1889. Il fut l'auteur d'une histoire du Louroux-Béconnais (1912). Les œuvres de Valentin Huault-Dupuy ont été rassemblées pour une exposition au Théâtre d'Angers en janvier et février 2005.

### Galerie

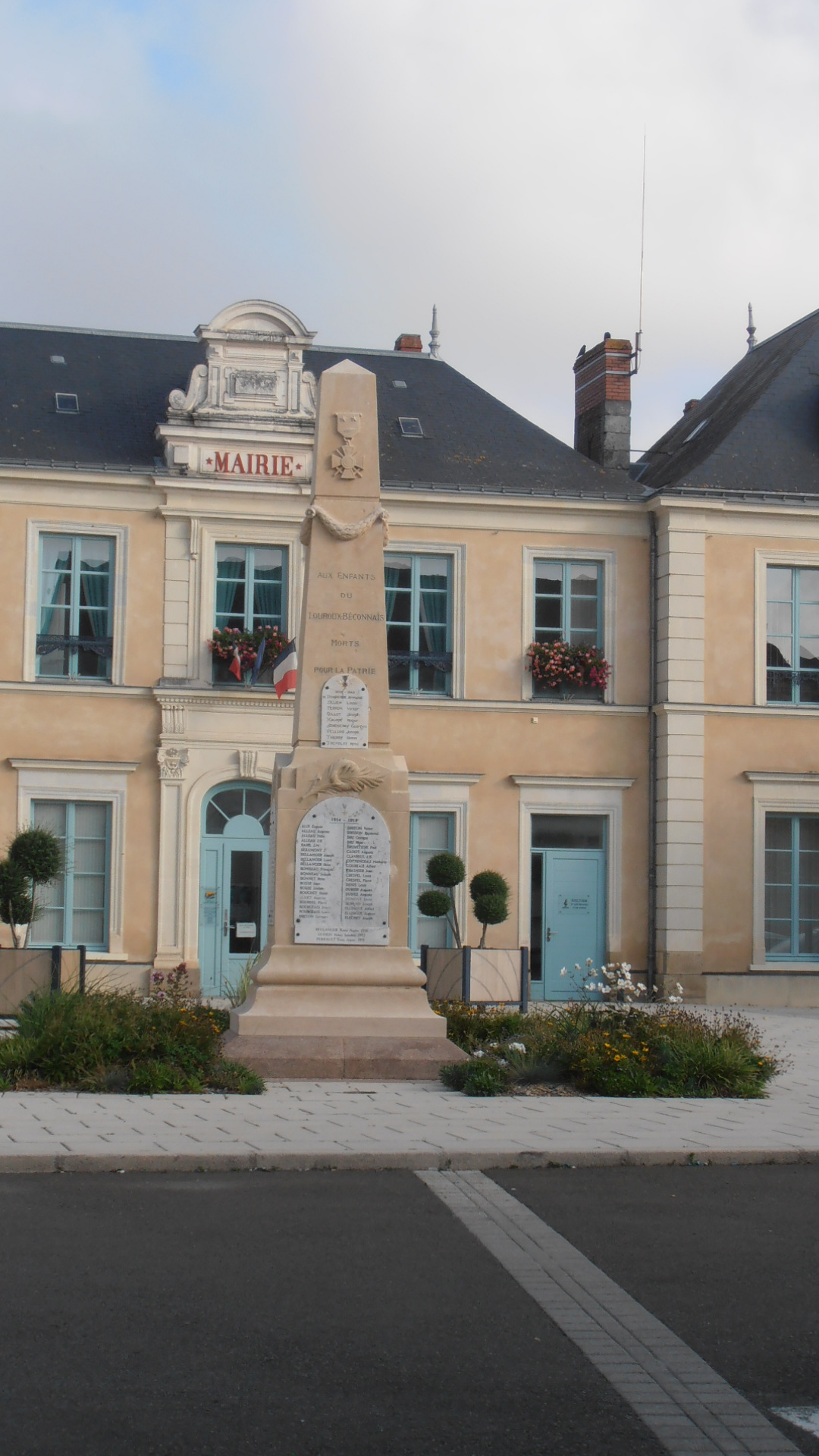
Le monument aux morts
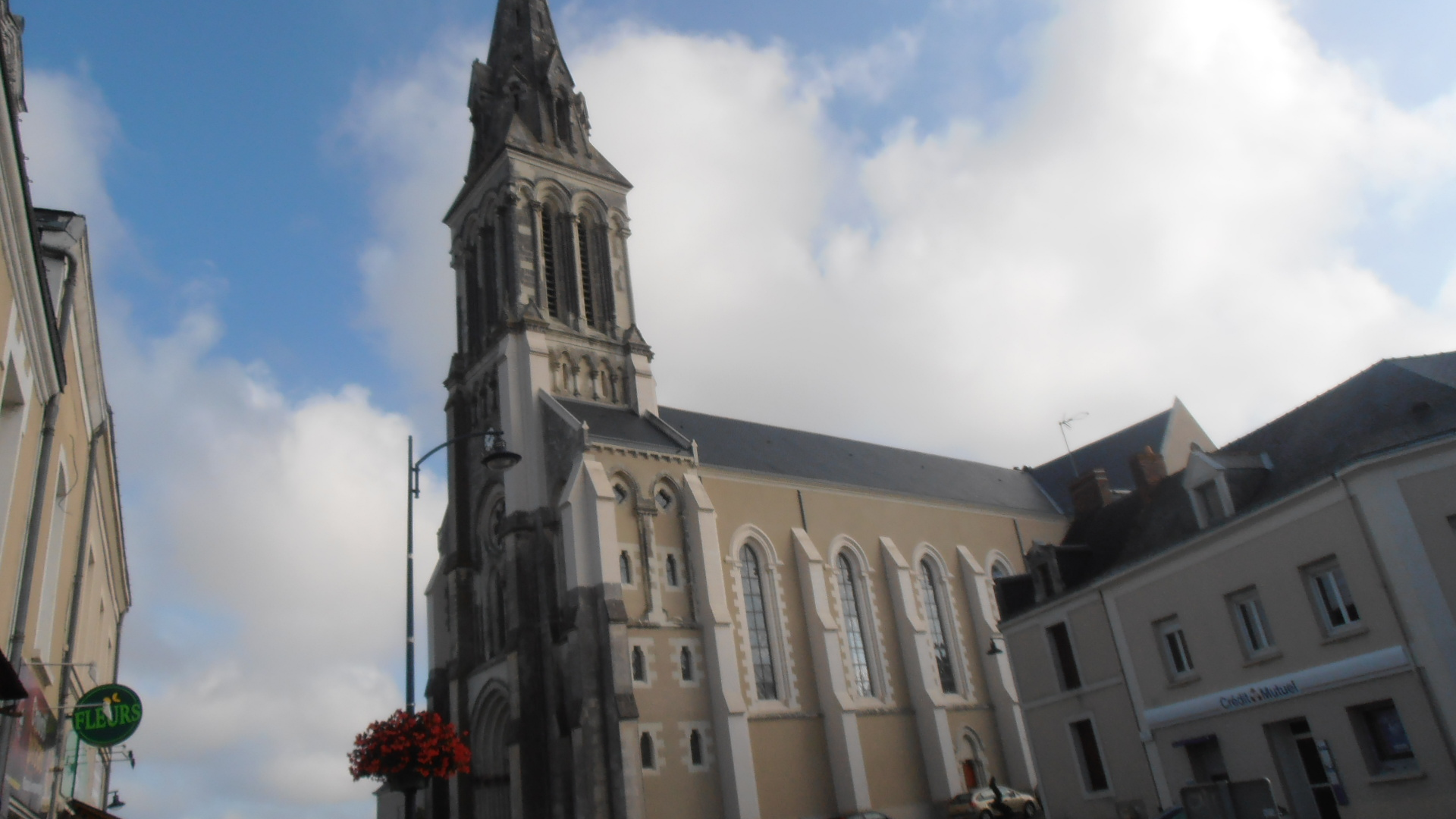
L'église
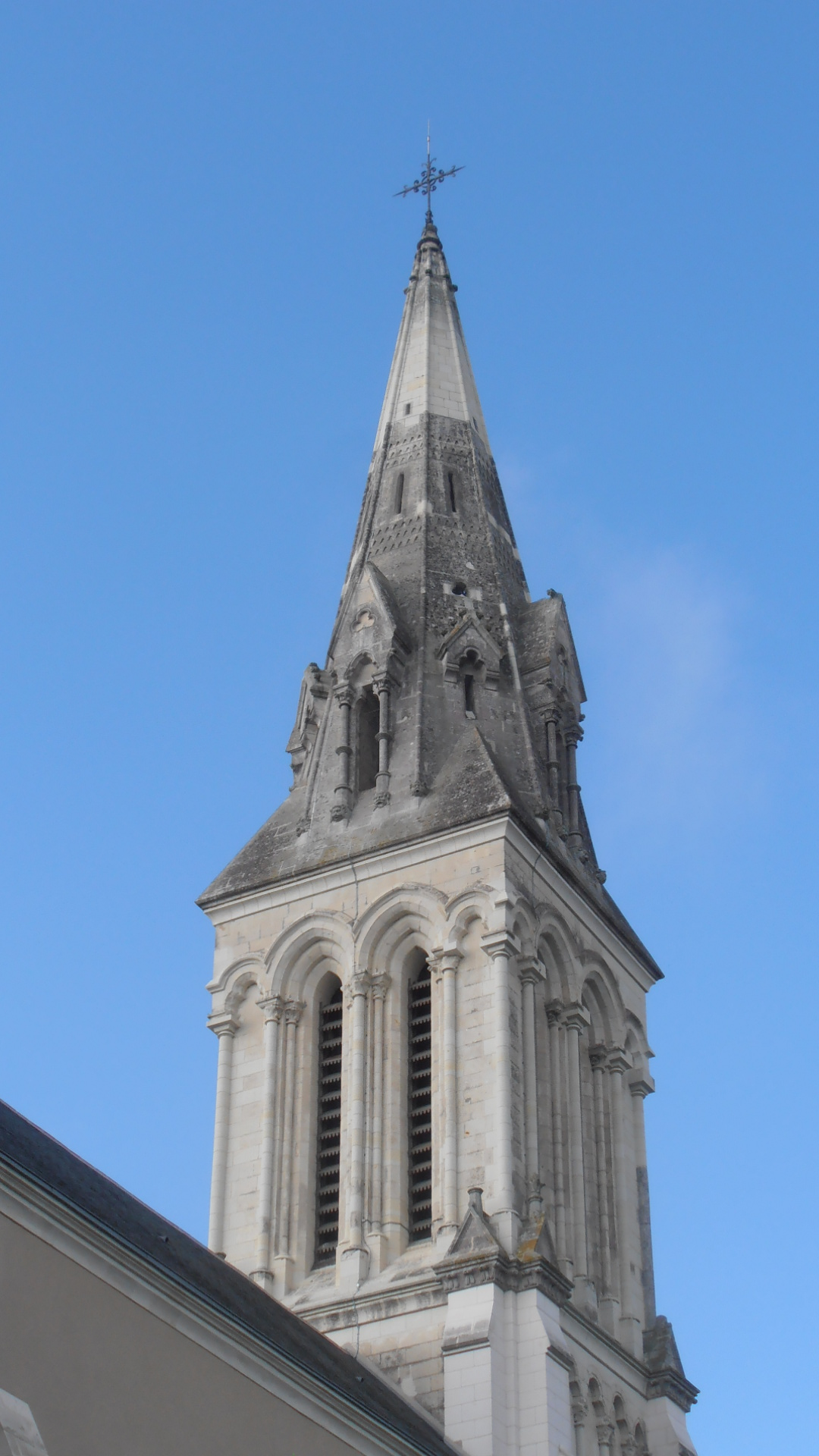
Le clocher de l'église
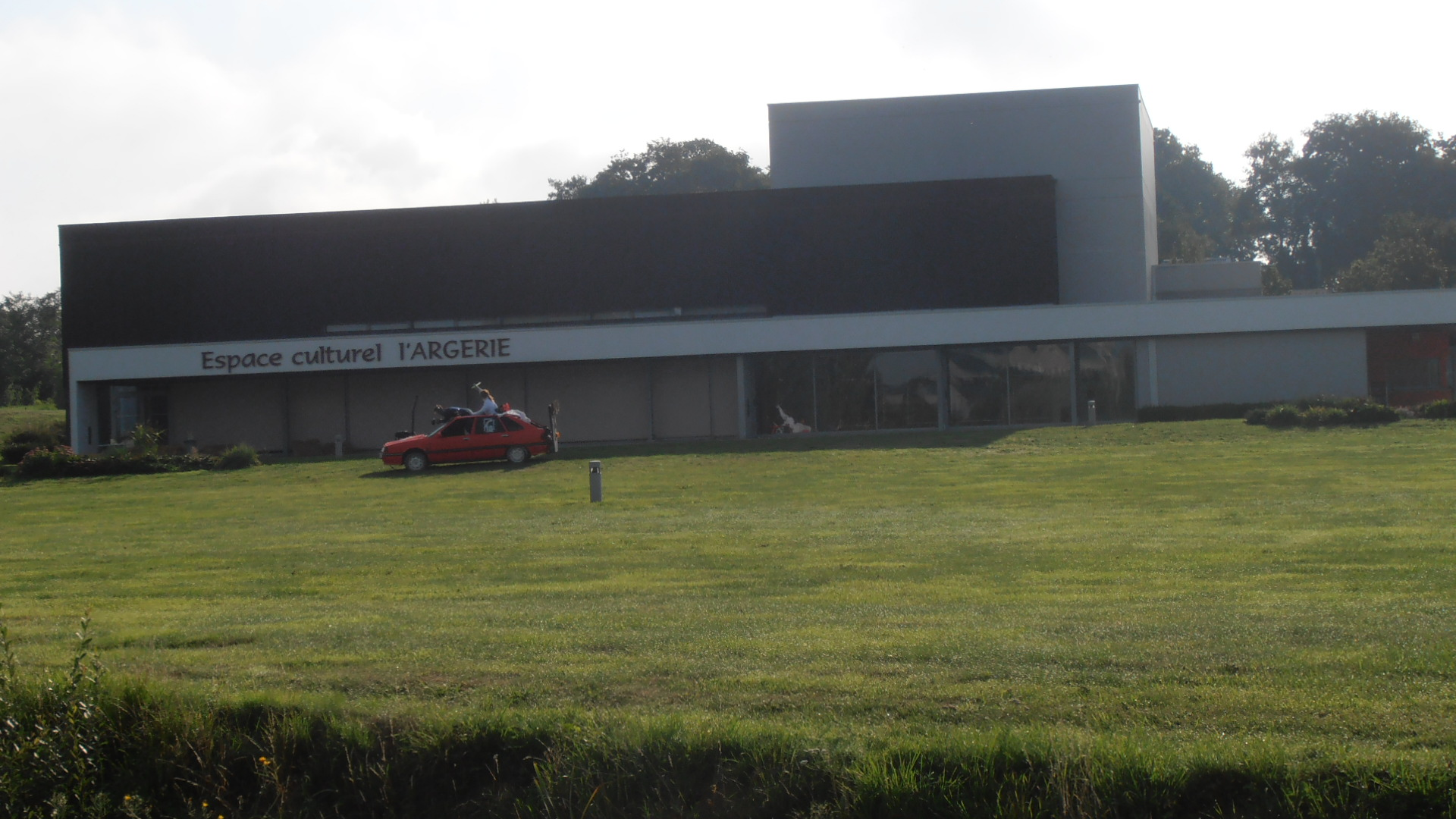
Espace culturel L'Argerie